# アイドリームドアドリーム
アイドリームドアドリーム（欧字名:I Dreamed a Dream、1987年3月31日 - 不明）はアメリカ合衆国の競走馬、繁殖牝馬。競走馬としては目立った成績は残せなかったが、繁殖牝馬としては日本輸入後に二冠馬のエアシャカールなどを産み、大きな成功を収めた。

## 略歴
1987年、アメリカ・ケンタッキー州の牧場で出生。翌1988年に上場されたイヤリングセールにて4万3000ドルで落札された。
1989年5月27日、チャーチルダウンズ競馬場で開催されたメイドン競走でデビュー。約1か月後、通算3戦目で初勝利を挙げた。8月5日には初の重賞挑戦でG3のソロリティステークスに出走し、8着。以降は条件戦やクレーミング競走で出走を重ね、1992年1月1日のレースを最後に引退・繁殖入りした。通算成績は22戦2勝。
1994年に日本に輸入され、社台ファームで繁殖生活を送った。初年度はノーザンテーストが配合され、そして出生したのがエアデジャヴーである。エアデジャヴーは1998年の牝馬クラシックで好成績を収め、同年秋にはGIIIのクイーンステークスを勝利した。またサンデーサイレンスとの配合で生まれたエアシャカールは2000年にクラシック2冠を達成し、アイドリームドアドリームは晴れてGI馬の母となった。
2006年シーズンにシンボリクリスエスとの仔を出産した後は不受胎や流産が続き、2010年1月付で用途変更となった。
アイドリームドアドリームの牝系はエアデジャヴーを通じて広がっており、2005年に産駒のエアメサイアが秋華賞を、2024年には曾孫のベラジオオペラが大阪杯を制している。

## 繁殖成績
|        | 生年   | 馬名              | 性 | 毛色   | 父                 | 馬主                     | 管理調教師       | 戦績                    | 出典   |
| ------ | ------ | ----------------- | -- | ------ | ------------------ | ------------------------ | ---------------- | ----------------------- | ------ |
| 初仔   | 1993年 | *ゼルマジョーンズ | 牝 | 青鹿毛 | Clever Trick       |                          |                  | 米国産、17戦1勝（繁殖） | [ 4 ]  |
| 2番仔  | 1994年 |                   | 牝 |        | Majestic Light     |                          |                  |                         | [ 5 ]  |
| 3番仔  | 1995年 | エアデジャヴー    | 牝 | 鹿毛   | ノーザンテースト   | （株）ラッキーフィールド | 美浦・伊藤正徳   | 13戦2勝（繁殖）         | [ 6 ]  |
| 4番仔  | 1997年 | エアシャカール    | 牡 | 黒鹿毛 | サンデーサイレンス | （株）ラッキーフィールド | 栗東・森秀行     | 20戦4勝（種牡馬）       | [ 7 ]  |
| 5番仔  | 1998年 | エアラグーン      | 牝 | 鹿毛   | サンデーサイレンス | （株）ラッキーフィールド | 美浦・伊藤正徳   | 7戦1勝（繁殖）          | [ 8 ]  |
| 6番仔  | 1999年 | エアトゥルース    | 牡 | 鹿毛   | エリシオ           | 吉原毎文                 | 西脇・田中道夫   | 17戦0勝                 | [ 9 ]  |
| 7番仔  | 2001年 | エアビヨンセ      | 牝 | 黒鹿毛 | サンデーサイレンス | （株）ラッキーフィールド | 栗東・森秀行     | 5戦1勝                  | [ 10 ] |
| 8番仔  | 2002年 | エアサバス        | 牡 | 黒鹿毛 | サンデーサイレンス | （株）ラッキーフィールド | 栗東・庄野靖志   | 24戦3勝                 | [ 11 ] |
| 9番仔  | 2004年 | エアテムジン      | 牡 | 鹿毛   | フレンチデピュティ | （有）ホースケア         | 名古屋・安部弘一 | 90戦10勝                | [ 12 ] |
| 10番仔 | 2005年 | エアメギド        | 牡 | 鹿毛   | ウォーエンブレム   | 高野哲                   | 佐賀・川田孝好   | 41戦16勝                | [ 13 ] |
| 11番仔 | 2006年 | エアレブロン      | 牡 | 青鹿毛 | シンボリクリスエス | 平田一雄                 | 佐賀・上川薫     | 5戦0勝                  | [ 14 ] |

## 主要なファミリーライン
太字はGI級競走優勝馬。*印は日本に輸入された馬。
- *アイドリームドアドリーム 1987
  - エアデジャヴー 1995（クイーンS）
    - エアシェイディ 2001（AJCC）
    - エアメサイア 2002（秋華賞、ローズS）
      - エアワンピース 2008
        - エアロロノア 2017（リステッド2勝）

      - エアスピネル 2013（デイリー杯2歳S、京都金杯、富士S）
      - エアウィンザー 2014（チャレンジC）

    - エアマグダラ 2003
      - エアアンセム 2011（函館記念）
      - エアルーティーン 2012
        - ベラジオオペラ 2020（大阪杯2回、スプリングS、チャレンジC）

  - エアシャカール 1997（皐月賞、菊花賞）
  - エアラグーン 1998
    - エアソミュール 2009（毎日王冠、鳴尾記念）
    - タイムピース 2014
      - キリンジ 2020（金盃）

牝系図の出典：牝系検索α

## 血統表
| アイドリームドアドリームの血統 | アイドリームドアドリームの血統  | アイドリームドアドリームの血統 | （血統表の出典）   | （血統表の出典） |
| 父系                           | ボールドルーラー系              | ボールドルーラー系             | ボールドルーラー系 |                  |
| 父 Well Decorated 黒鹿毛 1978  | 父の父Raja Baba 鹿毛 1968       | Bold Ruler                     | Nasrullah          | Nasrullah        |
| 父 Well Decorated 黒鹿毛 1978  | 父の父Raja Baba 鹿毛 1968       | Bold Ruler                     | Miss Disco         |                  |
| 父 Well Decorated 黒鹿毛 1978  | 父の父Raja Baba 鹿毛 1968       | Missy Baba                     | My Babu            | My Babu          |
| 父 Well Decorated 黒鹿毛 1978  | 父の父Raja Baba 鹿毛 1968       | Missy Baba                     | Uvira              |                  |
| 父 Well Decorated 黒鹿毛 1978  | 父の母Paris Breeze 黒鹿毛 1971  | Majestic Prince                | Raise a Native     | Raise a Native   |
| 父 Well Decorated 黒鹿毛 1978  | 父の母Paris Breeze 黒鹿毛 1971  | Majestic Prince                | Gay Hostess        |                  |
| 父 Well Decorated 黒鹿毛 1978  | 父の母Paris Breeze 黒鹿毛 1971  | Tudor Jet                      | Tudor Minstrel     | Tudor Minstrel   |
| 父 Well Decorated 黒鹿毛 1978  | 父の母Paris Breeze 黒鹿毛 1971  | Tudor Jet                      | Precious Lady      |                  |
| 母 Hidden Trail 鹿毛 1975      | 母の父Gleaming 黒鹿毛 1968      | Herbager                       | Vandale            | Vandale          |
| 母 Hidden Trail 鹿毛 1975      | 母の父Gleaming 黒鹿毛 1968      | Herbager                       | Flagette           |                  |
| 母 Hidden Trail 鹿毛 1975      | 母の父Gleaming 黒鹿毛 1968      | A Gleam                        | Blenheim           | Blenheim         |
| 母 Hidden Trail 鹿毛 1975      | 母の父Gleaming 黒鹿毛 1968      | A Gleam                        | Twilight Tear      |                  |
| 母 Hidden Trail 鹿毛 1975      | 母の母Tobacco Trail 黒鹿毛 1969 | Ribot                          | Tenerani           | Tenerani         |
| 母 Hidden Trail 鹿毛 1975      | 母の母Tobacco Trail 黒鹿毛 1969 | Ribot                          | Romanella          |                  |
| 母 Hidden Trail 鹿毛 1975      | 母の母Tobacco Trail 黒鹿毛 1969 | On the Trail                   | Olympia            | Olympia          |
| 母 Hidden Trail 鹿毛 1975      | 母の母Tobacco Trail 黒鹿毛 1969 | On the Trail                   | Golden Trail       |                  |
| 母系(F-No.)                    | (FN:4-r)                        | (FN:4-r)                       | (FN:4-r)           | [ § 2 ]          |
| 出典                           | 1. 2.                           | 1. 2.                          | 1. 2.              | 1. 2.            |

- 祖母Tobacco Trailの従兄弟にブライアンズタイムがいる。